# Тетянин день (фільм)
«Тетянин день» — радянський художній фільм 1967 року, поставлений режисером Ісидором Анненським на Кіностудії ім. М. Горького.

## Сюжет
Про створення в Петрограді першої робочої молодіжної організації. В основі сюжету — доля Тані Огнєвої, в образі якої відображені риси Лізи Пилаєвої (1898—1926). Потрібно зібрати молодь разом, поговорити, зацікавити. Як це зробити? Таня (Люмила Максакова) і її друзі вирішили влаштувати великий концерт-мітинг і запросити всіх своїх однолітків — робочу молодь і гімназистів, підлітків, які не знають, куди докласти зусиль. Для цього вирішили зняти на один вечір приміщення пустуючого цирку. Але крім приміщення, щоб все було по-святковому, потрібні артисти, афіші, листівки, оркестр. І все треба влаштувати так, щоб не витрачати грошей, яких у хлопців, природно, немає. Таня знаходить працівника типографії, який згоден після роботи надрукувати листівки, знаходить старого диригента…У фільмі багато дії, багато подій. Основні сцени знімалися в Ленінграді, там, де й відбувалися події, про які йде мова.

## У ролях
- Людмила Максакова — Тетяна Огнєва
- Валерій Погорєльцев — Верник
- Дальвін Щербаков — Турнін
- Семен Морозов — Семинін
- Володимир Татосов — Яків Свердлов
- Ніна Веселовська — Софія Володимирівна Паніна
- Віктор Борцов — матрос
- Ігор Озеров — Пал Палич Шатов
- Майя Блінова — Бистрова
- Георгій Віцин — чоловік, який запропонував нове літочислення
- Любов Соколова — мати Тані (в титрах не вказано)
- Володимир Трошин — приятель Самсонова
- Костянтин Михайлов — Самсонов
- Олександр Мартинов — Зернов
- Олексій Грибов — розпорядник в цирку
- Олександр Орлов — артист
- Олександр Пелевін — видавець
- Сергій Блинников — керівник оркестру
- Леонід Євтіф'єв — прапорщик
- Тетяна Панкова — квартирна хазяйка (в титрах не вказано)
- Костянтин Адашевський — голова
- Ганна Нікрітіна — господиня капелюшного салону (в титрах не вказано)
- Маргарита Жарова — Марія Іванівна (в титрах не вказано)
- Володимир Васильєв — солдат-інвалід (в титрах не вказаний)
- Михайло Васильєв — веселун-візник (немає в титрах)

## Знімальна група
- Режисер — Ісидор Анненський
- Сценарист — Микола Оттен
- Оператор — Олександр Рибін
- Композитор — Мечислав Вайнберг
- Художник — Ігор Бахметьєв